# San Lázaro (Tabasco)
San Lázaro es una localidad del municipio de Huimanguillo ubicado en la subregión de la Chontalpa del estado mexicano de Tabasco.

## Historia
La localidad fue creada después de haberse desfusionado de Río Seco y Montaña 1.ª Sección el 15 de octubre de 2011.

## Geografía
La localidad de San Lázaro se sitúa en las coordenadas geográficas 17°56′48″N 93°22′18″O / 17.946575, -93.371746, a una elevación de 21 metros sobre el nivel del mar.

## Demografía
Según el Conteo de Población y Vivienda 2020, efectuado por el Instituto Nacional de Estadística y Geografía, la localidad de San Lázaro tiene 180 habitantes, de los cuales 85 son del sexo masculino y 95 del sexo femenino. Su tasa de fecundidad es de 2.39 hijos por mujer y tiene 51 viviendas particulares habitadas.